# Fatos Lubonja

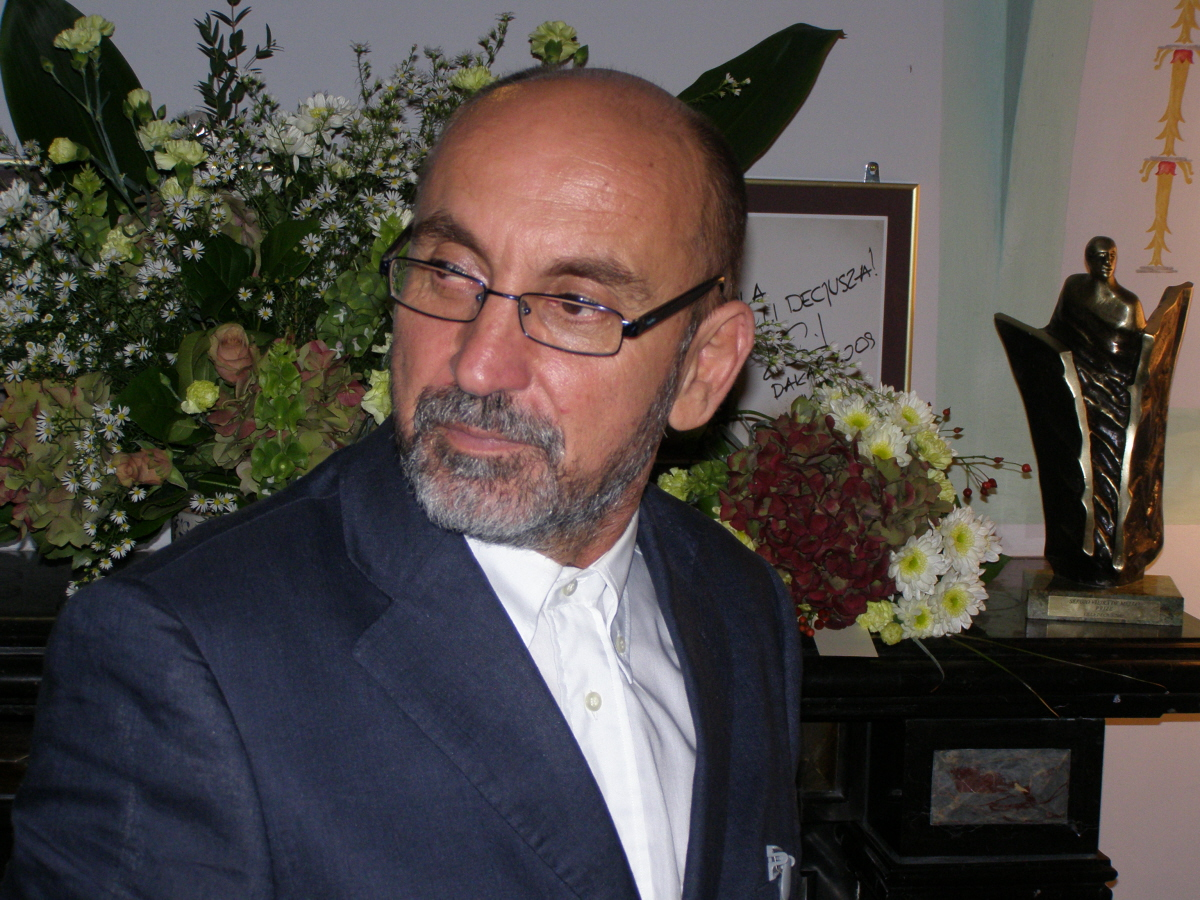
Fatos Lubonja (2009)

Fatos Lubonja (* 1951 in Tirana) ist ein albanischer Autor und Dissident.

## Leben
Fatos Lubonja ist der Sohn von Liri und Todi Lubonja, der ein enger Vertrauter des einstigen Diktators Enver Hoxha und bis Anfang der 1970er Jahre Leiter des albanischen Fernsehens war. Infolge von politischen Säuberungen gegen „dekadente westliche Einflüsse“ in der Kultur, die sich an die chinesische Kulturrevolution anlehnten, wurde Todi Lubonja 1973 inhaftiert. Fatos, der damals in Tirana Physik studierte, wurde ebenfalls festgenommen, als bei ihm ein Tagebuch mit Hoxha-kritischen Äußerungen gefunden wurde.
Fatos Lubonja wurde 1974 zu fünf Jahren Gefängnis verurteilt. Dort wurde er beschuldigt, einem prosowjetischen Kreis anzugehören und seine Haft wurde um 20 Jahre verlängert. Nach 13 Jahren Arbeitslager von Spaç wurde er in Einzelhaft verlegt, während der er – auf Zigarettenpapier – einen Roman schrieb und mit Bashkim Shehu, Sohn von Mehmet Shehu, korrespondierte. Die Briefe versteckten sie im Rücken eines Wörterbuchs. Sein Roman Das letzte Gemetzel ist eine Abrechnung mit dem Kommunismus unter Hoxha. Nach 17 Jahren Haft kam Fatos Lubonja 1991 frei.
Heute gilt er als unverblümter Kritiker der albanischen Regierungen (Sali Berisha im Besonderen), der albanischen Politikgesellschaft im Allgemein sowie des weltberühmten Schriftstellers Ismail Kadare. Er ist Redaktor der Literaturzeitschrift Përpjekja („Bemühung“) in Tirana, wo er auch lebt. Er hat mehrere Romane und Essays veröffentlicht und schreibt immer wieder kritische Artikel für Zeitungen, unter anderem für Panorama. Jeden zweiten Tag wurde auf Agon Channel die Sendung Ecke von Lubonja (Këndi i Lubonjës) ausgestrahlt, wo er aktuelle politische und gesellschaftliche Entwicklungen kommentierte.
2004 wurde Fatos Lubonja mit dem Herder-Preis für Literatur ausgezeichnet.

## Werke (Auswahl)
- Në vitin e shtatëmbëdhjetë (Im Siebzehnten Jahr). 1994
- Ploja e mbrame (Die letzte Verwüstung). 1994
- Ridënimi (Die Wiederbestrafung). 1996
- Trashëgimia kulturore e Shqipërisë në rrezik (Das Kulturerbe Albaniens in Gefahr). 1999
- Nëntëdhjeteshtata – Apokalipsi i rremë (Siebenundneunzig – Die falsche Apokalypse). 2010. ISBN 978-99956-03-73-1.
- Second Sentence: Inside the Albanian Gulag. I.B. Tauris, London 2009. ISBN 978-1-84511-924-9.
- Jetë burgu (Gefängnisleben). 2021.

## Auszeichnungen
- 2002: Alberto-Moravia-Preis
- 2004: Herder-Preis für Literatur